# Boček I. z Jevišovic
Boček I. z Jevišovic (před 1252 – po 1314) byl moravský šlechtic z rodu pánů z Kunštátu a zakladatel jevišovické větve. 

## Život
Narodil se jako syn Kuny ze Zbraslavi a Kunštátu. 
První písemná zmínka o Bočkovi pochází z roku 1277. Od otce získal někdy před rokem 1289 hrad Jevišovice s přilehlým územím, po němž se od roku 1289 psal. Na počátku se o svůj úděl zřejmě dělil s bratrem Kunou z Kunštátu. To, že Boček na otcovi vymohl rodový úděl, nakonec způsobilo, že po jeho smrti roku 1295 už nezdědil žádný jiný majetek. V roce 1283 byl Boček přítomen u urovnání sporu mezi žďárským konventem a bratry Heimanem a Čeňkem z Přibyslavi. Z další listiny vydané roku 1314 vyplývá, že Boček zastával velmi významné funkce brněnského a znojemského komorníka. V tomto roce se však v pramenech uvádí naposledy. 
Zanechal po sobě dva syny, Sezemu I. z Jevišovic a Mikulu z Jevišovic, a jednu dceru Alžbětu.